# Лейкопласты

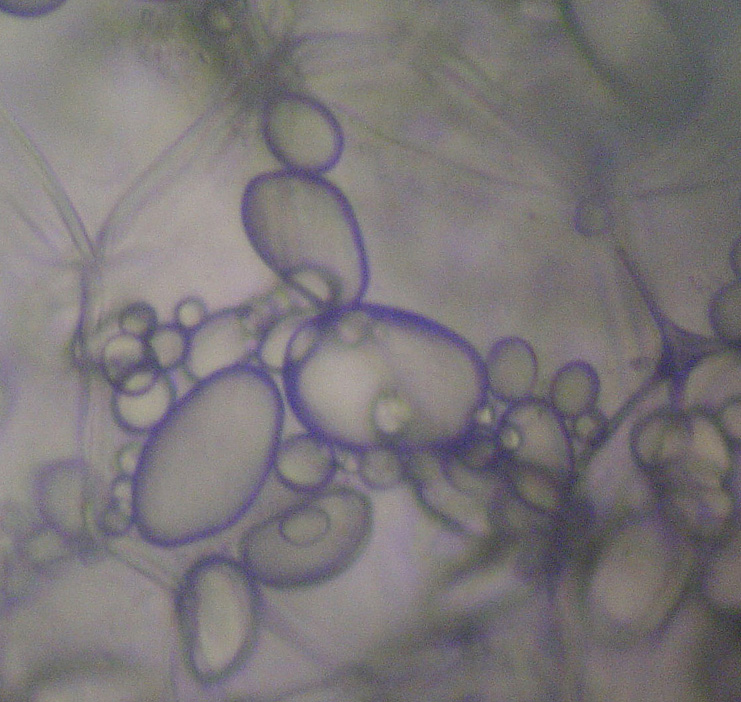
Лейкопласты в картофеле

Типы пластидов

Лейкопла́сты (от др.-греч. λευκός — белый и πλαστός — вылепленный) — бесцветные сферические пластиды в клетках растений. Основная функция лейкопластов — накопление питательных веществ.

## Описание
Внутренняя система мембран развита очень слабо, представлена отдельными тилакоидами. По своей форме похожи на протопласты.
Лейкопласты образуются в запасающих тканях (клубнях, корневищах), клетках эпидермы и других частях растений. Синтезируют и накапливают крахмал — амилопласты, жиры — элайопласты (олеопласты), белки — протеинопласты. Этиопласты ничего не запасают, на свету лейкопласты превращаются в хлоропласты. Лейкопласты содержат ферменты, с помощью которых из глюкозы, образованной в процессе фотосинтеза, синтезируется крахмал.
В клетке лейкопласты определить сложно, угол преломления такой же как и у гиалоплазмы. Под световым микроскопом изображение сливается.